# Barrio fino
Barrio fino es el tercer álbum de estudio del cantante puertorriqueño Daddy Yankee, lanzado mundialmente el 13 de julio de 2004 por el sello discográfico El Cartel Records y V.I. Music con la distribución de Universal Music Group. Álbum producido por Daddy Yankee, Luny Tunes, Monserrate & DJ Urba, grabado en El Cartel Studios y Mas Flow Studios. El disco es considerado como uno de los  que le abrió las puertas al género del reguetón para el resto del mundo. El álbum contó con la participación de Wisin & Yandel, Zion & Lennox, Andy Montañez, Tommy Viera & May-Be además de varios de los mejores DJ y productores musicales de este género, tales como Luny Tunes, Los Jedis "DJ Urba & Monserrate", DJ Nelson, Eliel, Naldo, Echo & Diesel, entre otros. El álbum cuenta con la mayoría de sus canciones con marcada influencia de los géneros del reguetón y el hip hop, mientras que algunas presentan el famoso sonido reggaetonero, pero mezclados con salsa, dancehall, R&B, merengue y otros tantos.
El conjunto debutó en el número 1 en la lista Top Latin Albums de Billboard el 31 de julio de 2004, el primer álbum de reggaeton en llegar a ese lugar. Finalmente se convirtió en el álbum latino más vendido de 2005 y de toda la década.
Barrio fino se hizo acreedor de premios Grammy, Billboard y muchos otros, además de ser el álbum con más discos de platino certificados por la RIAA de la década. Por otro lado, su promoción fue realizada principalmente a través de varios conciertos y presentaciones en los escenarios más importantes del mundo como el Madison Square Garden y el XLVII Festival Internacional de la Canción de Viña del Mar en febrero de 2006. El álbum contó con críticas positivas, ya que el reguetón era, para muchos, un ritmo diferente y muy pegajoso, recibiendo dos nominaciones en los Grammy Latinos de 2005, de las cuales obtuvo una, mejor álbum urbano, además de su nominación de la mejor grabación del año por el sencillo «Gasolina». Por otro lado, Barrio fino fue un éxito comercial, encabezando las listas de distintos países del mundo, entre ellos Chile, República Dominicana,Honduras, Argentina, Puerto Rico, Colombia y México. 
Este álbum, además de ser el más vendido de Daddy Yankee, con más de 8 millones de copias a nivel mundial, marcó un antes y un después en el género urbano.

## Legado
En el 2020, el álbum fue incluido en la lista de los 500 mejores álbumes de todos los tiempos de la revista Rolling Stone, ocupando el puesto 473, siendo el tercero de cinco completamente en español y el segundo de cuatro de músicos latinos.
En el 2025 el álbum fue reconocido por la revista de Rolling Stone siendo número 45 en Los 250 grandes álbumes del siglo XXI.

## Antecedentes
El álbum comenzó a grabarse en el año 2003 luego del lanzamiento de Los Homerun-Es de Yankee, Vol. 1, junto a DJ Urba que anteriormente ya había trabajado con Daddy Yankee. Para este año ocurren diversos problemas en cuanto a la relación con Nicky Jam, por ende, Daddy Yankee comienza a trabajar en un nuevo sello discográfico, como anterior a Los Cangris su sello junto a Guatauba Productions era El Cartel Productions, decide llamar a su sello El Cartel Records junto a este sello se da a la tarea de firmar nuevos productores y artistas y comienza con DJ Urba & Monserrate a quienes une para trabajar su álbum, y firma a Tommy Viera un joven cantante boricua. Originalmente, el álbum iba a contar con 21 canciones y varias colaboraciones junto a Don Omar, Nicky Jam, Julio Voltio y los artistas que ya salieron en el disco, por problemas personales Voltio no salió, Nicky Jam comenzó a tener problemas de disciplina y drogas y empezó a fallar en presentaciones y proyectos, Daddy Yankee le sede el contrato a Pina Records y termina de mala forma su relación con el artista. Por otra parte, Don Omar no fue a grabar su parte de la canción Money Makers, lo cual, generó la molestia de Daddy Yankee y bajo a Don Omar del álbum. Daddy Yankee empezaba a convertirse en una figura predominante en la industria musical, comenzó a trabajar con los productores dominicanos Luny Tunes con quienes encontró la fórmula que más lo acomodaba al lanzar música, partió soltando el tema Aquí esta tu caldo para el álbum Blin Blin Vol. 1 el cual mostraba el nuevo estilo más agresivo a la forma de grabar, luego un mes después sorprende con Cójela que va sin jockey para el álbum Mas Flow, Vol. 1 y comienza a promocionar su álbum Barrio Fino. Como detalle, el cantante Frankie Boy fue invitado a ser parte de este proyecto, pero por problemas personales de este artista no salió en el álbum. Hablando sobre la idea en general y el título del disco, el cantante explicó que «Barrio Fino es la esencia de los barrios y caseríos de su isla. La imagen y estética del álbum quedó en manos de Carlos Pérez el dueño y diseñador de Elastic People, de igual forma el trabajo de los vídeos. Finalmente, el álbum mantuvo sus 21 temas, bajo la producción de sus productores DJ Urba & Monserrate, el cantante Fido del dúo Alexis & Fido, los mejores productores del momento Luny Tunes con quienes encontró sus más grandes éxitos, Eliel quien para ese entonces era el productor y dj de Don Omar, Naldo, un joven Nely El Arma Secreta, un productor y cantante de El Salvador llamado Víctor el Lunatiko del grupo Crooked Stylo quienes trabajaban con estilos bien marcados en cuanto a la cumbia, el productor más experimentado del álbum DJ Nelson con quien a trabajado en el pasado, por último uno de los encargados de la mezcla del álbum Echo The Lab quien junto a su compañero Diesel producen una canción del álbum. En cuanto a los artistas, participa un dúo que comienza a dar de que hablar en esa época Wisin & Yandel, Yankee anteriormente ya había grabado con Wisin para su álbum El Sobreviviente y con estos genera una gran relación de trabajo ya que compartían la misma disciplina y entrega a la hora de producir. El dúo Zion & Lennox quienes se consideraron los protegidos de Daddy Yankee, ya que este los apoyó facilitándole el estudio para producir su álbum. El legendario Andy Montañez al cual Daddy Yankee admiraba desde siempre y con el cual tiene una gran historia ya que su padre fue percusionista de la banda de Andy en los años 70 y 80. Por último, su artista firmado Tommy Viera en una canción a modo de presentación del artista. El álbum gracias al estilo agresivo y energético logró convertirse en el álbum más importante de la historia del Reggaeton.

## Contenido

### Influencias
Las principales influencias del disco son las caribeñas, el reguetón bien marcado, ya que para Daddy Yankee lo más importante era generar energía con su disco, DJ Urba trajo un estilo árabe-Oriental en combinación con el beat de reguetón. Uno de los estilos más importantes para la vida de Daddy Yankee es la salsa, tanto así que invitó a la leyenda de ese género el cantante boricua Andy Montañez quien es una de sus más grandes inspiraciones en la música. Además cuenta con un tributo a sus colegas con los que él empezó en la canción El Muro donde se refiere a canciones de Frankie Boy, Wiso G, Maicol & Manuel. Aunque lo que jamás ha faltado en un álbum de Daddy Yankee es el Hip-Hop y en este álbum combina varios estilos de rap, tales como el hip hop de la costa oeste, el Rap conciencia que Daddy Yankee viene experimentando desde el 1997 y la tiraera que es una forma de competir contra otros artistas. En cuanto al aspecto visual se inspiro en lo que pasa con el Hip Hop ostentando joyas y ropa bien ancha.

### Letras y sonidos
Partiendo por las letras contamos con la composición en su totalidad por Daddy Yankee, en el que se va por todos los estilos desde una canción agresiva demostrando su calibre lirical y su trayectoria hasta una canción romántica. La introducción fue escrita por Daddy Yankee e interpretada por el poeta urbano Gavilan con quien trabajo en el año 2002 en el álbum Despertando Conciencia 2. Utilizando el estilo poético de Gavilán, Yankee retrata sus inicios en la música y de donde el proviene dando a entender la cruda realidad que se vive en los barrios, pero que con esfuerzo y dedicación se pueden sobrepasar todos los problemas. 
Las canciones King Daddy y Golpe de Estado se enfocan en la agresividad y demostrar el calibre que posee lírica mente, además de, lanzar versos que se presumen fueron dedicados a Don Omar.
Dale caliente y El Empuje son las típicas canciones de reguetón puro que están enfocadas en los clubs con un sonido que mezcla lo árabe al reguetón, algo que el productor DJ Urba ya traía como experiencia desde el álbum de Wisin.
Tu Príncipe y No me Dejes Solo son dos colaboraciones con los dúos más importantes de la época los cuales son Zion & Lennox y Wisin & Yandel respectivamente, ambas traen un toque romántico sin dejar la esencia de baile en sus ritmos.
El toque caribeño y haciendo el crossover al mercado inglés viene de la mano del tema Like You producido por Luny Tunes y con las voces adicionales de Raymond Acosta y May-Be. Acompañado a las canciones promocionales llega el tema más importante en la historia del reguetón Gasolina la cual trae una letra que a través de los tiempos ha sido controversial por su contenido, tras 10 años de especulaciones entre los oyentes, el mismo Daddy Yankee afirmó que Gasolina no tiene contenido sexual, puesto que es una de sus canciones más literales, trata sobre la mujer que le gusta salir, poniendo fin a erróneas acusaciones de que uno de sus mayores éxitos tuviera contenido puramente sexual, además que el término te gusta la gasolina se refiere a que le gusta beber. 
El álbum trae una balada como tal, la canción Cuéntame es la canción más sentimental del disco y junto Que Vas a Hacer? son canciones que demuestran la complejidad del álbum.
Cabe resaltar la canción con la temática de tiraera hacia su ex mejor amigo, colega y socio Nicky Jam, con el cual hubo un quiebre definitivo que se mantuvo en el tiempo, hasta que Nicky Jam logra recuperar el rumbo de su vida y carrera respectivamente, el tema es producido por Tunes del dúo Luny Tunes y es un Hip Hop muy crudo. Manteniendo esta línea y con un sonido muy latino y de la costa oeste llega Salud y Vida el cual habla de la importancia de no ser ambicioso. 
Luego de la agresividad y la diversión llega un aparte sensible en el álbum y es el rap conciencia Corazones el cual retrata los problemas que hay en la parte más pobre y descuidada de Puerto Rico, esta canción se convirtió en uno de los raps más emblemáticos de la música urbana latina.
Las mezclas de estilos son la parte fuerte del artista y aquí mezcla la salsa y el merengue de manera perfecta en las canciones Sabor a Melao y Lo que pasó, pasó las cuales se convirtieron en las más bailables del álbum.
Para finalizar esta la outro del álbum con el tema Esmeralda el cual es un relato poético que mezcla todas las localidades de puerto rico de forma perfecta mientras relata la historia de una mujer que él quiere conquistar.

## Recepción

### Desempeño comercial
El álbum Barrio Fino superó los 3 millones de copias vendidas en Estados Unidos, también el artista fue nombrado el Rey del Reguetón por su importancia  para el género en Estados Unidos según el periódico de The New York Times, siendo certificado con 6 X Platinos (Latin), Oro y Platino por la RIAA.  El álbum logró ganancias de 1.100.000 millones, el artista firmó un contrato discográfico con Interscope Records. Luego de la popularidad del álbum, Yankee firmó con Reebok, Pepsi y Paramount Pictures. El álbum ha vendido 5 millones mundialmente en el 2005.
El álbum a principios del año 2005 ya había vendido más de 1 millón de copias vendidas en Estados Unidos Certificados por la RIAA.  También en solo meses tuvo más de 40.000 copias vendidas en Argentina certificandose con platino.
El álbum ha vendido 8 millones de copias en 2019 siendo el álbum más vendido del artista. El álbum ha vendido 2,2 millones de unidades hasta la fecha según Lumitate en Billboard.
Siendo el álbum que logró hacer el género mundial según Billboard.
El álbum celebró 20 años en el 2024 según Billboard.

## Promoción

### Sencillos promocionales
A Finales de 2003 comenzaría la campaña de promoción del álbum con un sencillo que actualmente no está disponible en internet el cual es titulado Puerto Rico Activao el cual a comienzos del año se estrenó en el concierto en el Coliseo Roberto Clemente el tema utiliza el beat de Beware of the Boys de Panjabi MC & Jay-Z más una base de reguetón producida por DJ Urba & Monserrate. En enero se lanza un jingle para las radios que lleva por título Castigalos junto a sus colegas Wisin & Yandel quienes corean en el tema, este es hecho a base de hip hop por los productores Echo & Diesel. Este tema fue la antesala directa del disco.

### Sencillos
La Gasolina fue el primer sencillo oficial la cual es considerada como una de las canciones más representativas y reproducidas en la historia del género urbano. En la escritura de la canción también colaboró Eddie Dee, además cuenta con Glory, que canta la línea "Dame más gasolina" y los productores Luny Tunes quienes crearon la pista. La canción  fue lanzada como el primer sencillo del álbum Barrio fino, en 2004  se convirtió en un éxito. Estuvo como una de las 10 primeras canciones en las más importantes listas de música. «Gasolina» está considerada como la canción de reguetón que dio a conocer el género en Europa, como es el caso de España, donde rápidamente alcanzó el número uno, y desde entonces se convirtió en uno de los países con más seguidores del género.
«Gasolina» se convirtió en un éxito mundial convirtiéndose en la primera canción en la historia del reguetón en llegar a ocupar puestos altos en las listas musicales más importantes como el Hot Latin Songs, Billboard Hot 100 y el European Hot 100, además de ser la primera canción urbana en ser nominada a los Premios Grammy Latinos, por lo que Daddy Yankee empezó a ganar una gran popularidad. Así, se convirtió en un éxito en Puerto Rico y el resto de América Latina, el Caribe, Estados Unidos, Canadá y Europa.
Like You es la segunda canción promocional del álbum enfocada al mercado americano, la canción no logró captar completamente la atención de este mercado pero de igual forma, se ha convertido en un clásico.
Lo que pasó, pasó fue el tercer sencillo promocional lanzado de manera independiente a comienzos del año 2005, este tema con la ya galardonada Gasolina abriendo caminos, es la más premiada del álbum barrio fino.

### Interpretaciones en directo
Para promocionar el álbum, Daddy Yankee hizo una gran cantidad de presentaciones en todo el mundo. La promoción comenzó cuando el jefe se presentó en el residencial Torre Sabana a fines del 2004 para celebrar el año nuevo, desde ahí no paro de hacer shows, de pequeños en discos a conciertos masivos en estadios. Daddy Yankee fue invitado al Festival Presidente en la República Dominicana donde comenzó con la promoción de su álbum, Daddy Yankee se presentó ante más de 80.000 personas y su show fue catalogado como el mejor de la historia del festival. Luego pasaría al Madison Square Garden convirtiéndose en el primer exponente de música urbana latina en pisar aquel imponente escenario. Luego del lanzamiento de la secuela de Barrio Fino, yankee fue invitado a participar del MTV $2 Bill para cantar en el escenario más importante de MTV en Estados Unidos, en este show presentó las canciones más notables de Barrio Fino como también las de su secuela Barrio Fino En Directo, y trajo invitados como N.O.R.E., Miri Ben Ari, Nina Sky, Lloyd Banks, Busta Rhymes y la banda Spam All Star, el show fue considerado uno de los mejores del programa, siendo comparado con el de Eminem. En el año 2006 fue la última presentación de Daddy Yankee en promoción a su álbum, esto lo hizo en el XLVII Festival Internacional de la Canción de Viña del Mar siendo el primer cantante de reguetón en pisar este escenario y segundo de música Reggae en español luego de El General. Este show por los fanáticos es considerado el mejor de toda la historia del festival, ya que todos los asistentes corearon y bailaron al ritmo del reguetón. El momento peack ocurrió a los 45 minutos de espectáculo cuando se formó un gran alboroto con el artista urbano ya que cuando estaba finalizando el show varios fanáticos traspasaron las barreras de seguridad y fueron a abrazar a su ídolo, luego de esto se terminó la transmisión del show, pero la fiesta siguió por más de 15 minutos. Al final de la presentación acabaron con fuegos artificiales y mucha serpentina, cerrando un show y un proceso para la historia.

## Lista de canciones
| N.º | Título                                  | Escritor(es)                                | Productor(es)              | Duración |  |
| 1.  | «Intro» (Gavilán)                       | Ramon Ayala                                 | Ramsis                     | 1:19     |  |
| 2.  | «King Daddy»                            | Ramón Ayala                                 | Luny Tunes                 | 2:31     |  |
| 3.  | «Dale Caliente»                         | Ramón Ayala                                 | Fido, DJ Urba & Monserrate | 3:15     |  |
| 4.  | «No Me Dejes Solo» (ft. Wisin & Yandel) | Ramón Ayala, Llandel Veguilla & Juan Morera | Fido, DJ Urba & Monserrate | 2:50     |  |
| 5.  | «Gasolina»                              | Ramón Ayala & Eddie Ávila                   | Luny Tunes                 | 3:13     |  |
| 6.  | «Like You»                              | Ramón Ayala                                 | Luny Tunes                 | 3:23     |  |
| 7.  | «El Muro»                               | Ramón Ayala                                 | Fido, DJ Urba & Monserrate | 2:59     |  |
| 8.  | «Lo que pasó, pasó»                     | Ramón Ayala & Joan Ortiz                    | Luny Tunes & Eliel         | 3:35     |  |
| 9.  | «Tu Príncipe» (ft. Zion & Lennox)       | Ramón Ayala, Felíx Ortíz & Gabriel Pizarro  | Luny Tunes                 | 3:25     |  |
| 10. | «Cuéntame»                              | Ramón Ayala                                 | Luny Tunes, Eliel, Naldo   | 2:35     |  |
| 11. | «Santifica Tus Escapularios»            | Ramón Ayala                                 | Luny Tunes                 | 3:19     |  |
| 12. | «Sabor a Melao» (ft. Andy Montañez)     | Ramón Ayala & Andrés Montañez               | DJ Nelson                  | 3:43     |  |
| 13. | «El Empuje»                             | Ramón Ayala                                 | Sosa, DJ Urba & Monserrate | 3:23     |  |
| 14. | «Que Vas a Hacer?» (ft. May-Be)         | Ramón Ayala                                 | Fido, DJ Urba & Monserrate | 3:19     |  |
| 15. | «Salud y Vida»                          | Ramón Ayala                                 | Lunatiko                   | 3:26     |  |
| 16. | «Intermedio» (Gavilán)                  | Ramón Ayala                                 | Ramsis                     | 1:12     |  |
| 17. | «Corazones»                             | Ramón Ayala                                 | Echo & Diesel              | 3:29     |  |
| 18. | «Golpe de Estado» (ft. Tommy Viera)     | Ramón Ayala & Dino Olavarrias               | Nely "El Arma Secreta"     | 3:06     |  |
| 19. | «2 Mujeres»                             | Ramón Ayala                                 | Luny Tunes                 | 3:09     |  |
| 20. | «Saber Su Nombre»                       | Ramón Ayala                                 | Matta                      | 3:36     |  |
| 21. | «Outro» (Esmeralda)                     | Ramón Ayala                                 | Ramsis                     | 3:30     |  |
| 22. | «Donde Hubo Fuego» (Bonus Track)        | Ramón Ayala, Eddie Ávila                    | Luny Tunes                 | 3:26     |  |

| Barrio Fino: Special Edition 2005 |        |              |               |          |  |
| N.º                               | Título | Escritor(es) | Productor(es) | Duración |  |

| Barrio Fino: Special Edition Japón 2005 |                            |                           |               |          |  |
| N.º                                     | Título                     | Escritor(es)              | Productor(es) | Duración |  |
| 24.                                     | «Gasolina» (Video Oficial) | Ramón Ayala & Eddie Ávila | Luny Tunes    | 4:14     |  |

### Otras versiones
Varias versiones fueron lanzadas para diferentes países pero sin grandes modificaciones, la más importante fue la lanzada al mercado de Indonesia, la cual fue en formato Casete.

| Casete lado A |                                         |                                             |                            |          |  |
| N.º           | Título                                  | Escritor(es)                                | Productor(es)              | Duración |  |
| 1.            | «Intro» (Gavilán)                       | Ramón Ayala                                 | Ramsis                     | 1:19     |  |
| 2.            | «King Daddy»                            | Ramón Ayala                                 | Luny Tunes                 | 2:31     |  |
| 3.            | «Dale Caliente»                         | Ramón Ayala                                 | Fido, DJ Urba & Monserrate | 3:15     |  |
| 4.            | «No Me Dejes Solo» (ft. Wisin & Yandel) | Ramón Ayala, Llandel Veguilla & Juan Morera | Fido, DJ Urba & Monserrate | 2:50     |  |
| 5.            | «Gasolina»                              | Ramón Ayala & Eddie Ávila                   | Luny Tunes                 | 3:12     |  |
| 6.            | «Like You»                              | Ramón Ayala                                 | Luny Tunes                 | 3:23     |  |
| 7.            | «El Muro»                               | Ramón Ayala                                 | Fido, DJ Urba & Monserrate | 2:59     |  |
| 8.            | «Lo que pasó, pasó»                     | Ramón Ayala & Joan Ortiz                    | Luny Tunes & Eliel         | 3:30     |  |
| 9.            | «Tu Príncipe» (ft. Zion & Lennox)       | Ramón Ayala, Felíx Ortíz & Gabriel Pizarro  | Luny Tunes                 | 3:25     |  |
| 10.           | «Cuéntame»                              | Ramón Ayala                                 | Luny Tunes                 | 2:35     |  |
| 11.           | «Santifica Tus Escapularios»            | Ramón Ayala                                 | Luny Tunes                 | 3:19     |  |
| 12.           | «Sabor a Melao» (ft. Andy Montañez)     | Ramón Ayala & Andrés Montañez               | DJ Nelson                  | 3:43     |  |

| Casete lado B |                                     |                               |                            |          |  |
| N.º           | Título                              | Escritor(es)                  | Productor(es)              | Duración |  |
| 1.            | «El Empuje»                         | Ramón Ayala                   | Sosa, DJ Urba & Monserrate | 3:23     |  |
| 2.            | «Que Vas a Hacer?» (ft. May-Be)     | Ramón Ayala                   | Fido, DJ Urba & Monserrate | 3:19     |  |
| 3.            | «Salud y Vida»                      | Ramón Ayala                   | Lunatiko                   | 3:26     |  |
| 4.            | «Intermedio» (Gavilán)              | Ramón Ayala                   | Ramsis                     | 1:12     |  |
| 5.            | «Corazones»                         | Ramón Ayala                   | Echo & Diesel              | 3:29     |  |
| 6.            | «Golpe de Estado» (ft. Tommy Viera) | Ramón Ayala & Dino Olavarrias | Nely El Arma Secreta       | 3:06     |  |
| 7.            | «2 Mujeres»                         | Ramón Ayala                   | Luny Tunes                 | 3:09     |  |
| 8.            | «Saber Su Nombre»                   | Ramón Ayala                   | Matta                      | 3:36     |  |
| 9.            | «Outro» (Esmeralda)                 | Ramón Ayala                   | Ramsis                     | 3:30     |  |
| 10.           | «Donde Hubo Fuego» (Bonus Track)    | Ramón Ayala, Eddie Avila      | Luny Tunes                 | 3:26     |  |

## Posicionamiento en las listas
| Lista (2004)                          | Peak position |
| ------------------------------------- | ------------- |
| Latin Albums (Billboard)              | 1             |
| US Tropical Albums (Billboard)        | 1             |
| Lista (2005)                          | Peak position |
| Austria (Ö3 Austria)                  | 28            |
| Francia (SNEP)                        | 67            |
| Portugal (AFP)                        | 26            |
| España (Promusicae)                   | 26            |
| Suiza (Schweizer Hitparade)           | 28            |
| US Billboard 200                      | 26            |
| US Top R&B/Hip-Hop Albums (Billboard) | 33            |
| US Top Rap Albums (Billboard)         | 16            |
| US Latin Rhythm Albums (Billboard)    | 1             |

## Reconocimiento
| Publicación   | Lista                                                                              | Posición |
| ------------- | ---------------------------------------------------------------------------------- | -------- |
| Rolling Stone | The 500 Greatest Albums of all time (Los 500 grandes álbumes de todos los tiempos) | 473      |
| Billboard     | Álbumes latinos de la década del 2000s                                             | 1        |

## Certificaciones
| País           | Organismo certificador | Certificación | Ventas certificadas | Ref    |
| -------------- | ---------------------- | ------------- | ------------------- | ------ |
| Argentina      | CAPIF                  | Platino       | 40 000              | [ 43 ] |
| México         | AMPROFON               | Platino       | 150 000             | [ 44 ] |
| Estados Unidos | RIAA                   | Platino       | 1 083 000           | [ 45 ] |

## Premios y nominaciones
El álbum Barrio Fino fue nominado y galardonado en distintas ceremonias de premiación. A continuación, una lista con las nominaciones y reconocimientos que obtuvo el disco:
| Año  | Premios            | Categoría               | Resultado |
| ---- | ------------------ | ----------------------- | --------- |
| 2005 | 'Grammy Latinos    | Mejor Álbum Urbano      | Ganador   |
| 2005 | Premios Juventud   | Me Muero Sin Ese CD     | Nominado  |
| 2005 | Premios Lo Nuestro | Álbum Urbano Del Año    | Ganador   |
| 2006 | Premios Lo Nuestro | Álbum Urbano Del Año    | Ganador   |
| 2005 | Latin Billboards   | Mejor Álbum De Reguetón | Ganador   |
| 2005 | Premios Billboard  | Álbum Latino Del Año    | Ganador   |

## Créditos y personal

### Compañías
- Producido por - El Cartel Records
- Producido por - V.I. Music
- Grabado en – El Cartel Studio's
- Grabado en – Mas Flow Studio's
- Mezclado en – The Lab Studios
- Mezclado en – Mas Flow Music
- Distribuido por – Universal Music Group
- Derechos por – Los Cangris Music Publishing
- Manufacturado por - Machete Music
- Masterizado de la producción original, en - Digital Recording Services - Puerto Rico
- Masterizado por - Fullersound Inc.

### Personal
- Intérprete principal, escritor, coproductor musical, productor ejecutivo – Daddy Yankee (tracks: 1 al 21)
- Voces Adicionales – Glory (tracks: 3 al 5, 13), May-Be (tracks: 6), Notch (tracks: 15), Raymond Acosta (tracks: 6), Black-A-Nice (tracks: 3)
- Guitarras – Jeorge Salgado "Jorgito"* (tracks: 14), Naldo (tracks: 6)
- Intérprete - May-Be (tracks: 14)
- Intérpretes Principales y Escritores - Zion & Lennox (tracks: 9), Wisin & Yandel (tracks: 4), Tommy Viera (tracks: 18), Andy Montañez (tracks: 12)
- Ingenieros de Mezcla – Echo The Lab, Hyde El Verdadero Químico & Luny Tunes
- Ingeniero de masterización - Nestor Salomon
- Ingeniero de masterización - Michael Fuller.
- Productores – DJ Nelson (tracks: 12), DJ Urba & Monserrate (tracks: 3, 4, 7, 13, 14), Echo & Diesel (tracks: 17), Eliel (tracks: 8), Fido (tracks: 3, 4, 7, 14), Lunatiko (tracks: 15), Luny (tracks: 2, 5, 6, 8 to 10, 19), Tunes (tracks: 2, 5, 8 to 11, 19), Matta (5) (tracks: 20), Nely El Arma Secreta (tracks: 18), Ramsis (tracks: 1, 16, 21), Sosa (tracks: 13)
- Escritores - Eddie Davila (tracks: 5), Joan Ortiz (tracks: 8)
- Trompetas - Marcelo Castro (tracks: 15)
- Coproductores musicales - Naldo (tracks: 6, 10), Eliel (tracks: 10, 23), Luny Tunes (tracks: 18)
- Dirección Creativa – Carlos Pérez
- Fotografía - Martin Betz
- Estilista de Moda - Janice Quijano
- Diseño Interactivo - James Begera
- Caligrafía - Mark Allen

## Historial de lanzamientos
| País        | Fecha               | Formato          | Discográfica                   | Distribución          |
| ----------- | ------------------- | ---------------- | ------------------------------ | --------------------- |
| Puerto Rico | 13 de julio de 2004 | CD               | El Cartel Records, V.I. Music. | Universal Music Group |
|             | 13 de julio de 2005 | CD               | El Cartel Records              | Universal Music Group |
| Japón       | 20 de julio de 2005 | CD               | El Cartel Records              | Universal Music Group |
|             | 7 de agosto de 2014 | Descarga Digital | El Cartel Records.             | Universal Music Group |